# Шекинское ханство
Шеки́нское (Шаки́нское, Нухи́нское) ха́нство (азерб. Şəki xanlığı) — феодальное государство, существовавшее в середине XVIII — начале XIX веков на северо-западе современного Азербайджана, в пределах исторической области Шеки.

## География
Н. Ф. Дубровин, говоря о границах Шекинского ханства, писал, что оно ограничено с севера Главным хребтом Кавказа от Салавата до Баба-дага и частью Кубинского ханства, с востока Ширванским ханством, от которого в северной части отделялось р. Гок-чаем, с юга р. Курой, отделявшей его от Карабага; на юго-западе той же рекой, служившей разделом между Шекинским и Ганжинским ханствами, и, наконец, на западе Шекинское прилегало к Грузии и владениям султана Элисуйского.
Территория ханства примерно соответствует современным Шекинскому, Огузскому и Исмаиллинскому районам Азербайджана.

## Административное деление
Шекинское ханство в XVIII—XIX вв. было разделено на 6 магалов (областей): Шеки, Хачмас, Падар, Агдаш, Алпаут и Гейнук, которые управлялись назначенными ханом наместниками-наибами. В вассальной зависимости от ханства находились мелкие феодальные образования — султанаты и меликства Гутгашен, Ареш и Габала.

## История

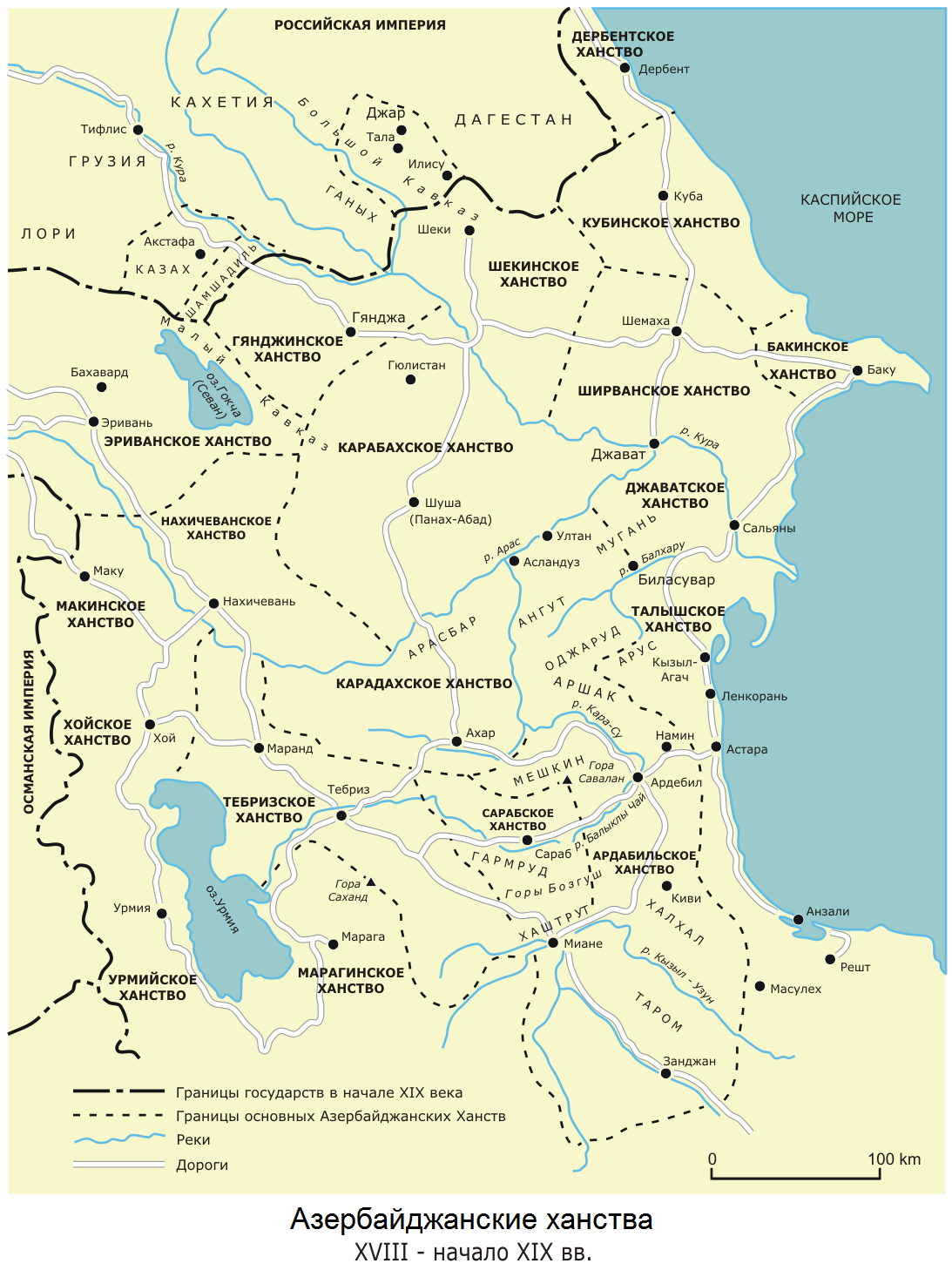
Азербайджанские ханства, XVIII — начало XIX веков.

Когда в начале XVI века в Иране утвердилась династия Сефевидов, шекинские ханы признали над собой их власть, и с того времени история Шекинского ханства связывается с историей Ширвана — провинции Сефевидского государства с 1538 года.
Основателем самостоятельного ханства считается Гаджи Челеби, возглавивший в 1740-х годах борьбу за независимость от власти Надир-шаха. После смерти Надир-шаха в 1747 году Гаджи Челеби, провозгласив себя ханом, отстаивал свою самостоятельность в борьбе с Амир Аслан-ханом, одним из претендентов на шахский престол, и грузинскими царями Теймуразом II и его сыном Ираклием II.
Смерть Гаджи Челеби (1755) привела к ослаблению ханства и многолетней борьбе за власть среди его потомков. В 1768 году Мухаммед-Хусейн-хан, внук Гаджи Челеби, совместно с Фатали-ханом Кубинским поделили между собой территорию Шемахинского ханства.
С конца XVIII века в связи с угрозой иранского вторжения шекинские ханы искали покровительства России. В 1784 году трон занял сын Хусейн-хана — Мухаммед-Хасан-хан. В 1795—1806 гг у власти находился его брат Селим-хан. В 1805 году он принял российское покровительство, но в 1806 году выступил против российских властей из-за убийства Ибрагим-хана Карабахского. Потерпев поражение, он бежал, а новым правителем ханства российскими властями был назначен бывший хан хойский Джафар-Кули-хан.
По Гюлистанскому мирному договору, заключённому между Россией и Ираном в 1813 году, Шекинское ханство было присоединено к России. В 1819 году ханская власть была упразднена, и Шекинское ханство было преобразовано в провинцию, которая в 1840 году была переименована в Шекинский уезд с административным центром в городе Нуха Каспийской области (с 1859 года — Бакинская губерния, с 1868 года — Елизаветпольская губерния). Позже, в 1846 году, уезд был переименован в Нухинский.

## Экономика
Основой экономики ханства являлось сельское хозяйство, с преобладанием шелководства. Прекрасное качество шекинского шёлка было хорошо известно за пределами ханства.
Согласно С. Броневскому, приготовляемый здесь шелк в великом изобилии добротою своею не уступает Шамахинскому. Сии произведения отпускаются в Баку, Шемаху и Тифлис. Также было распространено ковроделие.
Н. Ф. Дубровин отмечал, что главный источник благосостояния шекинцев заключался в хлебопашестве, шелководстве, разведении фруктовых садов и хлопчатой бумаги. Скотоводством, по его словам, занимались лишь кочевники, которых было весьма немного. В то же время ущелья гор и их покатости представляют здесь тучные пастбища, весьма пригодные для прокормления многочисленных стад. Оседлые земледельцы разводили рогатый скот — преимущественно быков, использовавшихся в хозяйстве. Лошадей держали только для верховой езды, поскольку из-за отсутствия удобных путей сообщения шекинцы редко использовали арбы, ездили верхом и перевозили все тяжести на вьюках.

## Население
По сообщению российского историка, академика Н. Ф. Дубровина (1871), во всех присоединённых к России ханствах восточного Закавказья преобладающим населением являлись татары (азербайджанцы). В составе населения Шекинского ханства Дубровин отмечал также удин и незначительное число евреев.
С. Броневский, говоря о населении Шекинского ханства, писал, что оно, как говорят, населено большей частью природными горскими жителями, почему и в нравах своих они приближаются к лезгинцам и дагестанцам. Они исповедуют магометанский закон суннитской секты, говорят испорченным татарским (азербайджанским) наречием. Он также отмечал наличие среди жителей ханства армян.
К моменту образования Шекинской провинции в 1824 году ханство населяло 98,5 тысяч человек (в том числе 80 тыс. азербайджанских тюрок (около 84%), 15,3 тыс. армян, 1,5 тыс. удин и 1 тыс. евреев).

## Правители
| 1.  | Хаджи-Челеби-хан                 | 1743—1746 1747—1755 | сын кетхуды Курбана, потомка династии Кара-Кешиш-оглы |
| 2.  | Ага-Киши-хан                     | 1755—1759           | 2-й сын Хаджи-Челеби-хана                             |
|     | Мухаммад-хан Газикумухский       | 1759                | захватил Шеки                                         |
| 3.  | Мухаммед Хусейн-хан Мюштаг       | 1759—1780           | сын Хасан-аги, 1-го сына Хаджи-Челеби-хана            |
| 4.  | Хаджи-Абдулкадир-хан             | 1780—1783           | 4-й сын Хаджи-Челеби-хана                             |
| 5.  | Мухаммед-Хасан-хан               | 1783—1795           | 1-й сын Хусейн-хана                                   |
| 6.  | Селим-хан                        | 1795—1797           | 3-й сын Хусейн-хана                                   |
| 7.  | Мухаммед-Хасан-хан (2-й раз)     | 1797—1805           | 1-й сын Хусейн-хана                                   |
| 8.  | Фатали-хан                       | 1805                | 2-й сын Хусейн-хана                                   |
| 9.  | Селим-хан (2-й раз)              | 1805—1806           | 3-й сын Хусейн-хана                                   |
| 10. | Фатали-хан (2-й раз) и Мамед-ага | 1806                | Фатали-хан — 2-й сын Хусейн-хана; Мамед-ага ?         |
| 11. | Джафар-Кули-хан                  | 1806—1814           | бывший хан Хойский                                    |
| 12. | Исмаил-хан                       | 1814—1819           | сын Джафар-Кули-хана                                  |

Сведения о родословной шекинских ханов даны в произведении азербайджанского историка Гаджи Сеида Абдул-Гамида «Шекинские ханы и их потомки», составленном во II половине XIX века на азербайджанском языке.

## Галерея

Серебряные монеты ханства
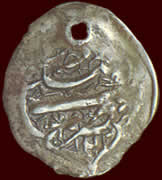
Аббаси ханства
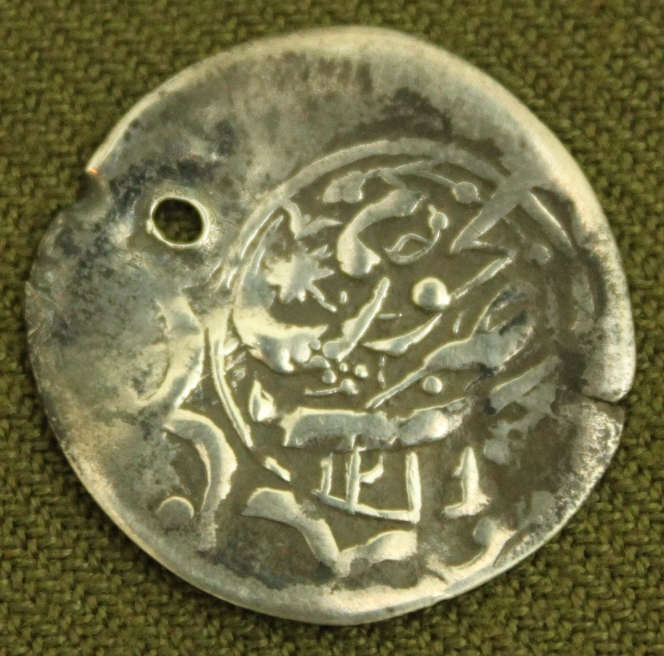
монета 1804 года. Музей истории Азербайджана
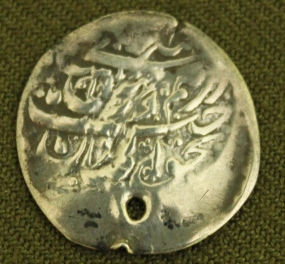
монета 1804 года. Музей истории Азербайджана

Ханский дворец в Шеки
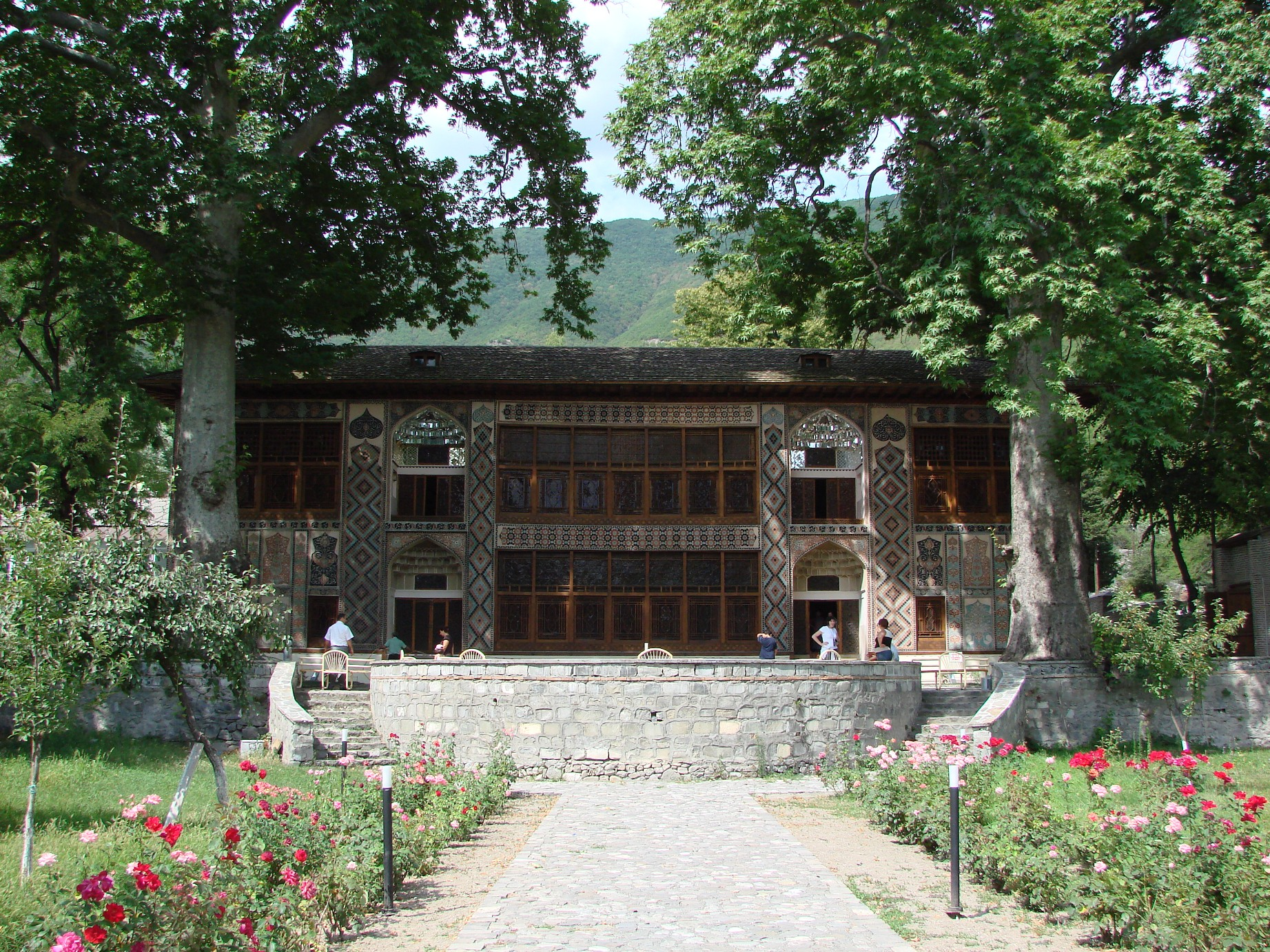
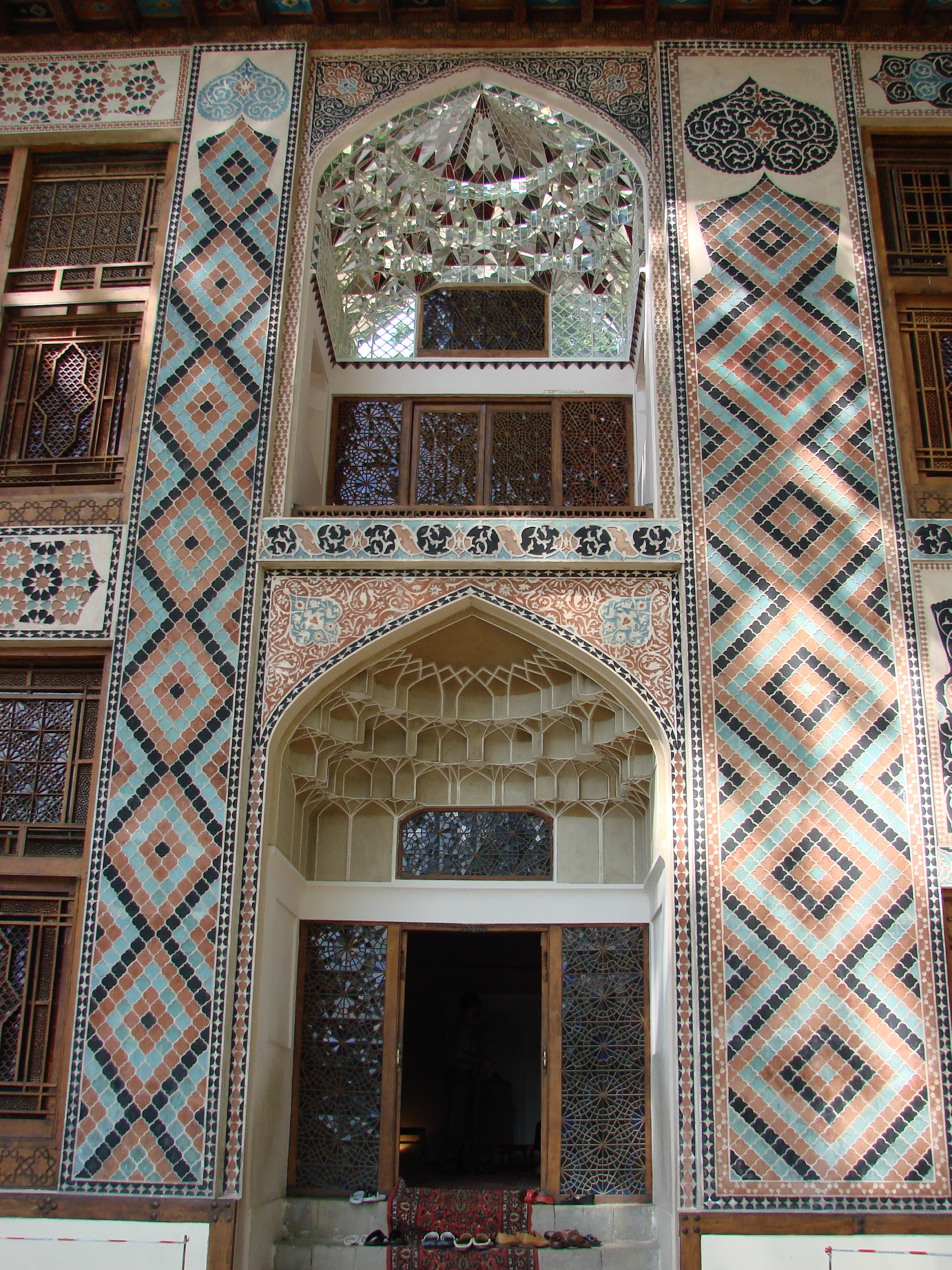
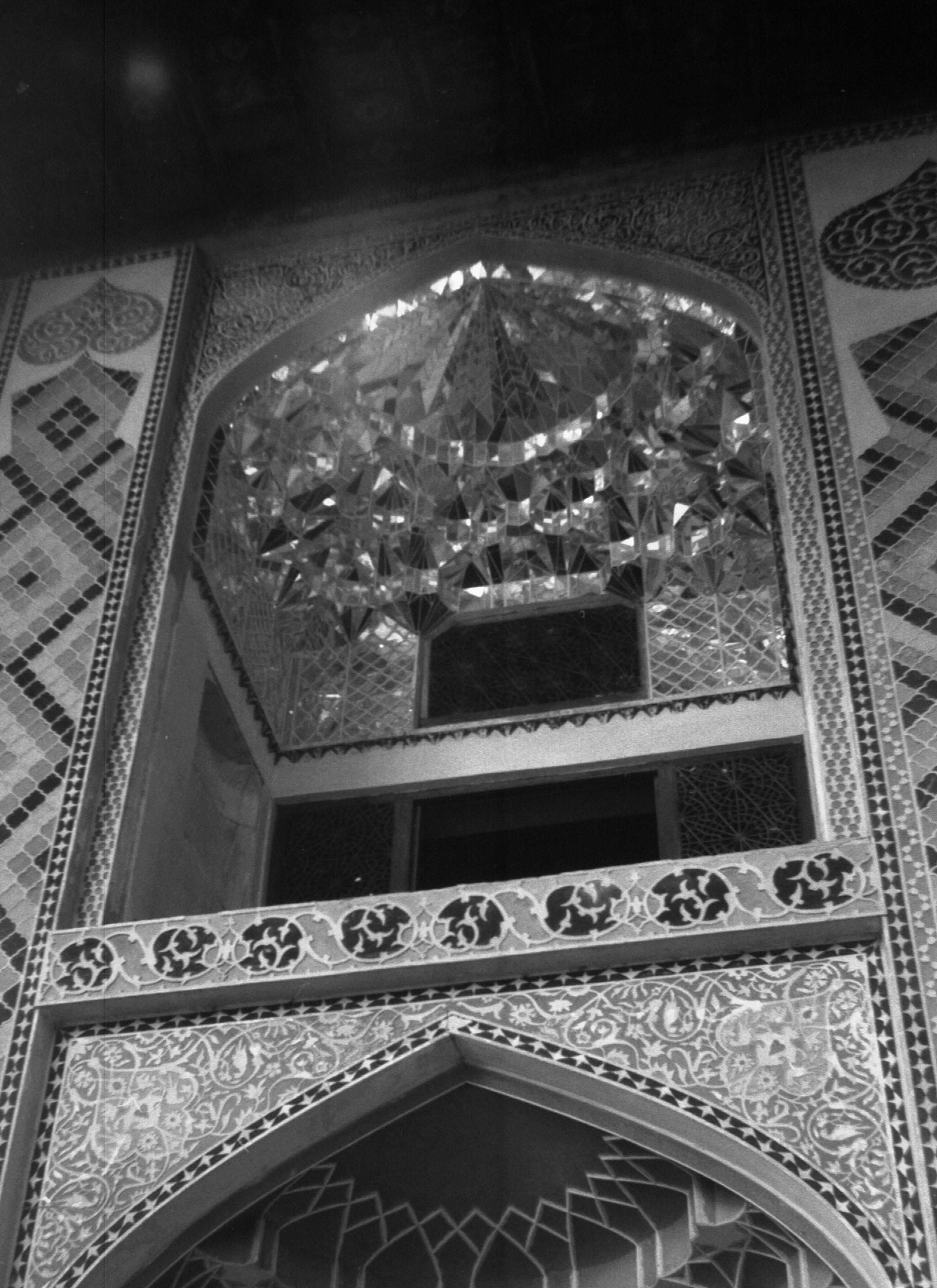

Караван-сарай в Шеки
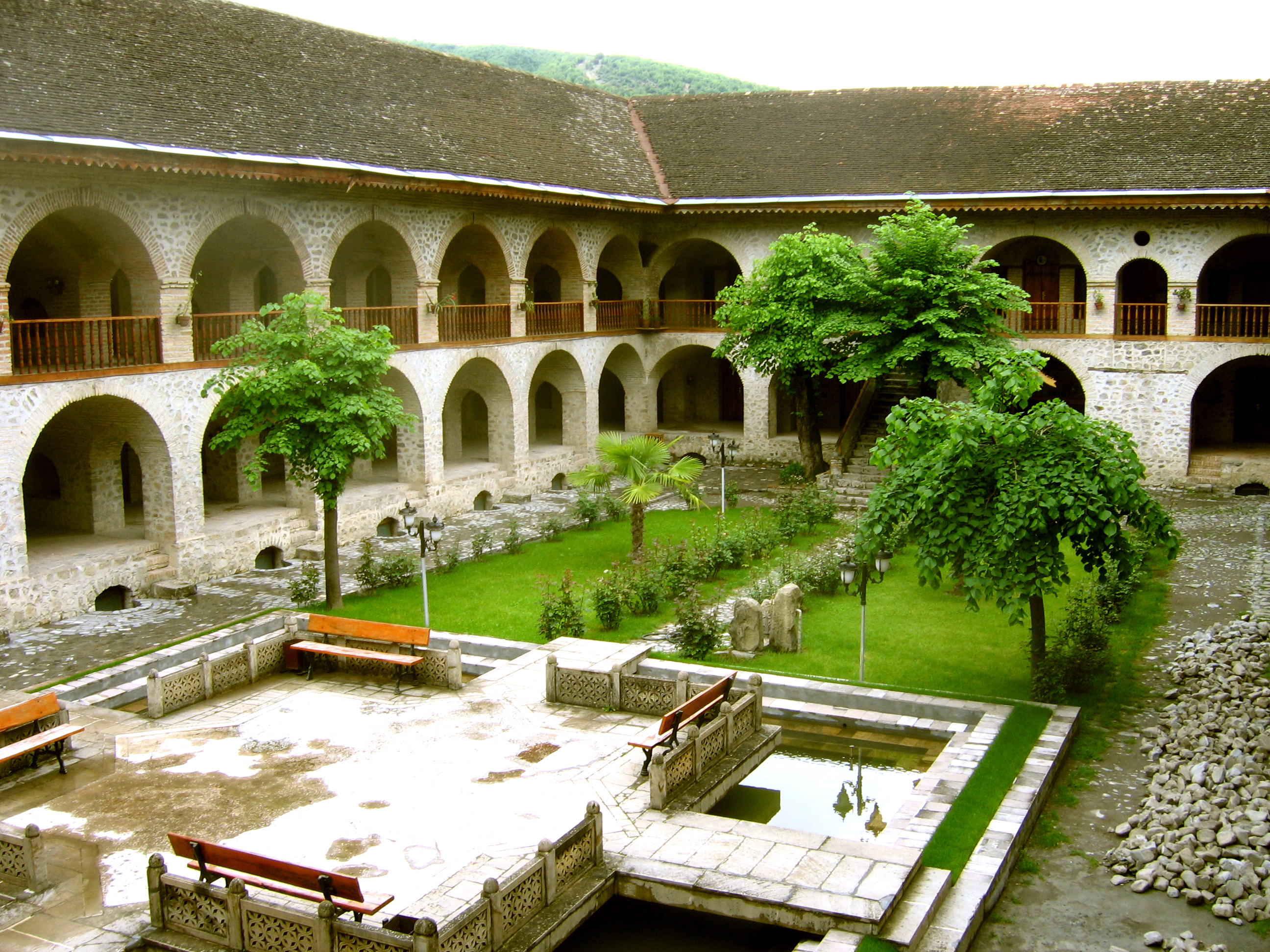
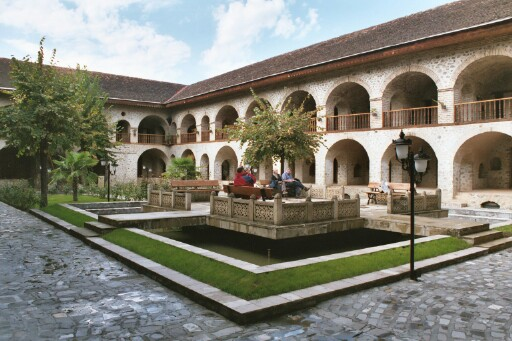